# Metcalfiella careacalignea
Metcalfiella careacalignea är en insektsart som beskrevs av Mckamey. Metcalfiella careacalignea ingår i släktet Metcalfiella och familjen hornstritar. Inga underarter finns listade i Catalogue of Life.